# Avorio (sous-marin)
Le Avorio est un sous-marin italien de la classe Platino (sous-classe de la Serie 600) utilisé par la Regia Marina pendant la Seconde Guerre mondiale.

## Conception et description
Les sous-marins de la classe Platino (également connu sous la classe Acciaio) est le dernier développement du type 600 comportant des améliorations par rapport à la série précédente, notamment en ce qui concerne les équipements et les aménagements internes, telles qu'une tourelle inférieure pour améliorer la stabilité et réduire la silhouette. Dans l'ensemble, même les bateaux de cette série donnent de bons résultats malgré toutes les limitations imposées par la mauvaise qualité des matériaux utilisés dans la construction en raison de difficultés d'approvisionnement, un défaut commun de la construction italienne de la période de la guerre. 
Les sous-marins de la classe Platino ont été conçus comme des versions améliorées de la précédente classe Adua. Ils déplacent 697 tonnes en surface et 850 tonnes en immersion. Les sous-marins mesurent 60,18 mètres de long, ont une largeur de 6,44 mètres et un tirant d'eau de 4,78 mètres.
Pour la navigation de surface, les sous-marins sont propulsés par deux moteurs diesel de 700 chevaux (522 kW), chacun entraînant un arbre d'hélice. En immersion, chaque hélice est entraînée par un moteur électrique de 400 chevaux-vapeur (298 kW). Ils peuvent atteindre 14 nœuds (26 km/h) en surface et 7,3 nœuds (13,5 km/h) sous l'eau. En surface, la classe Platino possède une autonomie de 5 000 milles nautiques (9 300 km) à 8,5 nœuds (15,7 km/h), en immersion, elle a une autonomie de 80 milles nautiques (150 km) à 3 nœuds (5,6 km/h).
Les sous-marins sont armés de six tubes torpilles internes de 53,3 cm, quatre à l'avant et deux à l'arrière. Ils sont également armés d'un canon de pont de 100 mm pour le combat en surface. L'armement antiaérien léger varie et peut consister en une ou deux mitrailleuses de 20 mm ou une ou deux paires de mitrailleuses de 13,2 mm.

## Histoire
Le Avorio est commandé pour  le chantier naval de CRDA à Monfalcone en Italie. La pose de la quille est effectuée le 9 novembre 1940, le Avorio est lancé le 6 septembre 1941 et mis en service le 25 mars 1942.
Une fois en service, le Avorio suit une période de formation intensive pour devenir au plus tôt opérationnel.
Le 11 août 1942, le Avorio part en mer pour sa première mission sous le commandement du tenente di vascello (lieutenant de vaisseau) Mario Priggione. Il fait partie des onze sous-marins placés en embuscade dans le nord de la Tunisie, entre Scoglio Fratelli et les Bancs de Skerki, pour attaquer un convoi britannique à destination de Malte. C'est l'opération britannique "Pedestal" ou pour les italiens bataille de la mi-août,. Le 12 août, après avoir identifié le convoi, il se prépare à l'attaque mais, avant de pouvoir lancer ses torpilles, il est détecté par l'escorte et fortement bombardé avec des grenades sous-marines. Il réussit cependant à échapper des attaquants en se sortant presque indemne.
Le 24 novembre au matin, se dirigeant vers Bougie en Algérie dans la rade de laquelle il doit pénétrer, le Avorio repère, malgré des conditions de visibilité perturbées par la pluie, un navire d'escorte ennemi naviguant à faible vitesse près du cap Carbon. Après avoir lancé trois torpilles à moins de 800 mètres, puis plongé en profondeur pour éviter l'éventuel chasseur ennemi, il subit quelques explosions n'engendrant cependant pas de dégâts). Le sous-marin entre alors dans la rade de Bougie, mais sans apercevoir d'unités ennemies.
Le 9 janvier 1943, de nuit, alors qu'il se dirige vers les eaux face à la Tunisie où se trouve son secteur d'opérations, il est attaqué par un avion et commença la manœuvre de plongée rapide, mais cette opération, mal exécutée, déverse beaucoup d'eau à l'intérieur du sous-mari, le contraignant alors de remonter à la surface, le Avorio  ouvre le feu avec ses mitrailleuses, endommageant l'avion, qui se retire en laissant derrière lui une traînée de fumée . Cependant, le sous-marin doit également retourner à sa base parce que l'eau à bord a causé des dégâts.
Certaines sources attribuent au Avorio le naufrage, par torpilles, du navire de pêche armé britannique HMS Stronsay (T178) de 545 tonnes. En réalité, le Stronsay est perdu avec toute probabilité d'impact contre des mines le 5 février 1943, au large de Philippeville, un jour avant que le sous-marin italien ne quitte le port.
Le Avorio ne quitte en effet le port de Cagliari sous le commandement du lieutenant de vaisseau Leone Fiorentini que le 6 février 1943, en direction du Nord de la côte algérienne. Le soir du 8 février, alors qu'il est en mission au large du Cap Bougaroun, il repère la corvette canadienne NCSM Regina (K234), en recherche anti-sous-marine en escortant le navire marchand Brinkburn, avec 1500 tonnes d'essence à bord, d'Alger à Bona; ce dernier navire n'a cependant pas été repéré par le Bona. Le commandant Fiorentini, évaluant la position du sous-marin impropre à une attaque, ordonne de plonger en profondeur pour éviter la chasse éventuelle de la corvette. Le navire canadien a déjà détecté avec son radar la présence du sous-marin alors qu'il émergeait dès 23h10 ; la première décharge de dix grenades sous-marines touché le Avorio alors qu'il est à environ 60 mètres, causant de graves dommages, tels que la rupture du gouvernail, la déformation des tubes de torpilles et la fissuration de la coque,,.
Forcé à remonter, le sous-marin entame un combat de surface, ne réussissant cependant à tirer qu'avec une de ses mitrailleuses,,. Le Regina touche le Avorio avec divers coups de canon et de mitrailleuses, causant de lourds dégâts et de graves pertes parmi l'équipage; l'un des tirs, qui touche la tourelle, tue le commandantFiorentini Fiorentini, le second commandant et l'officier de route,,. Les survivants commencent alors les manœuvres de sabordage et abandonne le sous-marin,.
Une chaloupe du Regina monte à bord du sous-marin pour l'attraper et l'accrocher à un câble de remorquage, mais elle doit l'abandonner immédiatement après car il se met à couler irrémédiablement,,. Le 9 février à 5h15 du matin, le Avorio coulé au large de Philippeville.
Parmi l'équipage du sous-marin, il y a eu 20 victimes (le commandant Fiorentini, deux autres officiers, trois sous-officiers, cinq sous-officiers et neuf marins), tandis que 26 autres hommes, dont sept blessés - dont deux gravement - sont récupérés et faits prisonniers de guerre par le Regina,,.
Dans l'ensemble, le Avorio a effectué 7 missions offensives-exploratoires et 8 de transfert pour un total de 5 676 milles nautiques (10 600 km) de navigation en surface et 685 milles nautiques (1 260 km)  en immersion.